# Miss Internacional 1976
Miss Internacional 1976, la 16.ª edición del concurso Miss Internacional, se llevó a cabo en el Teatro Imperial de Tokio, en Tokio (Japón) el 2 de julio de 1976.
Representantes provenientes de cuarenta y cuatro países y territorios compitieron por el título en esta edición del concurso. Al final del evento, Lidija Manić, Miss Internacional 1975, de Yugoslavia coronó como su sucesora a Sophie Perin, de Francia. Elegida por un jurado, la ganadora, de 18 años, se convirtió en la primera —y hasta ahora única— representante de su país en obtener el título de Miss Internacional.

## Resultados
| Posición                | Candidata |
| ----------------------- | --- |
| Miss Internacional 1976 | - Francia - Sophie Perin |
| 1.ª finalista           | - Brasil - Vionete Revoredo |
| 2.ª finalista           | - India - Nafisa Ali |
| 3.ª finalista           | - Estados Unidos - Susan Elizabeth Carlson |
| 4.ª finalista           | - Japón - Kumie Nakamura |
| Top 15                  | - Austria - Elvira Botempo - Colombia - Alicia Sáenz - España - Victoria Martín - Filipinas - María Dolores Suárez - Gran Bretaña - Janet Withey - Honduras - Victoria Ann Baker - Nueva Zelanda - Priscilla Foyle - Puerto Rico - Yvonne Torres - Suecia - Marie Gunilla Borhäll - Venezuela - Iris Betsabé Ayala |

### Premios especiales
- Miss Simpatía:  Hawái - Debbie Lee
- Miss Fotogénica:  Austria -Elvira Botempo
- Traje Nacional:  Filipinas - María Dolores Suárez

## Candidatas
| País/Territorio | Candidata                     | Edad            | Ciudad natal            |
| --------------- | ----------------------------- | --------------- | ----------------------- |
| Alemania        | Paula Bergner                 | –               | –                       |
| Argentina       | Johanna Fonseca               | 19              | Rosario                 |
| Australia       | Patrice Newell                | 19              | Adelaida                |
| Austria         | Elvira Botempo                | –               | –                       |
| Bélgica         | Béatrice Libert               | 19              | Mons                    |
| Bolivia         | Martha Rosa Baeza             | –               | Santa Cruz de la Sierra |
| Brasil          | Vionete Revoredo              | 20              | Río de Janeiro          |
| Canadá          | Lynn Hore                     | –               | –                       |
| Chile           | María Antonieta Rosselló      | –               | –                       |
| Colombia        | Alicia Sáenz                  | –               | Bolívar                 |
| Corea del Sur   | Han Young-ae                  | –               | Seúl                    |
| Costa Rica      | Maritza Elizabeth Ortiz       | –               | Cartago                 |
| España          | Victoria Martín               |                 | Tenerife                |
| Estados Unidos  | Susan Carlson                 | 21              | Schenectady             |
| Filipinas       | María Dolores Ascalon         | 22              | Bacólod                 |
| Finlandia       | Maarit Leso                   | –               | Helsinki                |
| Francia         | Sophie Perin                  | 18              | Talange                 |
| Gran Bretaña    | Janet Withey                  | 20              | Londres                 |
| Grecia          | Maria Sinanidou               | –               | –                       |
| Guam            | Thelma Hechanova              | –               | Agaña                   |
| Hawái           | Debbie Lee                    | –               | Honolulu                |
| Holanda         | Cornelia Kitsz                | 20              | Leeuwarden              |
| Honduras        | Victoria Ann Baker            | –               | Francisco Morazán       |
| Hong Kong       | Margaret Tsui Mei-Ling        | –               | Hong Kong               |
| Islandia        | Sigrun Saevarsdóttir          | –               | Reikiavik               |
| India           | Nafisa Ali                    | 19              | Calcuta                 |
| Indonesia       | Treesye Ratri Astuti          | 18              | Ungaran                 |
| Israel          | Dorit Cohen                   | 21              | –                       |
| Italia          | Joanna Avana                  | –               | –                       |
| Japón           | Kumie Nakamura                | –               | Osaka                   |
| Luxemburgo      | Carmen Pick                   | –               | Ciudad de Luxemburgo    |
| Malasia         | Fauziah Haron                 | 19              | Johor                   |
| México          | Alejandra Mora                | –               | Ciudad de México        |
| Nueva Zelanda   | Priscilla Foyle               | 21              | Auckland                |
| Nicaragua       | María Fiallos                 | –               | Granada                 |
| Puerto Rico     | Yvonne Torres                 | –               | San Juan                |
| Singapur        | Sandra Binny                  | 20              | Singapur                |
| Sri Lanka       | Sudhaama Kitchilan            | –               | Colombo                 |
| Suecia          | Marie Gunilla Borhäll         | –               | –                       |
| Suiza           | Beatrice Aschwanden           | –               | Zúrich                  |
| Tahití          | Patricia Servonnat            | 18              | Papeete                 |
| Tailandia       | Duangratana Thaweechokesubsin | –               | Bangkok                 |
| Uruguay         | Isabel Ana Ferrero            | –               | Montevideo              |
| Venezuela       | Iris Betsabé Ayala Morillo    | –               | Miranda                 |
| Yugoslavia      | No identificada               | No identificada | No identificada         |